# Thorsten Åberg
Thorsten Gustaf Åberg, född 14 juli 1904 i Motala, död 11 oktober 1989 i Hallsberg, var en svensk skolman.
Thorsten Åberg var son till bokföraren Axel Åberg och Dorothea (Thea) Karlsson. Han avlade studentexamen i Motala 1923, filosofie magisterexamen vid Uppsala universitet 1926 samt teologie kandidatexamen vid Lunds universitet 1935. Han var extra ordinarie ämneslärare vid Molkoms folkhögskola 1926–1929 och vid Uppsala högre folkskolor 1929–1933 samt timlärare vid Tekniska skolan i Uppsala 1931–1933. Från 1935 var han rektor vid Katrinebergs folkhögskola. Åberg var en framstående folkbildare och erhöll en rad offentliga uppdrag. Bland annat var han ledamot av 1944 års folkbildningsutredning samt tillhörde 1946 års skolkommissions folkskoledelegation och expertråd. 
Åberg var från 1945 sekreterare i Folkbildningsförbundet i Stockholm och från 1946 vice ordförande i Studieförbundet Medborgarskolan samt från 1947 vice ordförande i Sveriges kyrkliga studieförbund. Åberg innehade flera kommunala förtroendeuppdrag och var förste vice ordförande i Hallands Högerförbund. Från 1935 var han föreståndare för Hallands folkbildningsförbund samt var bland annat landstingsman. Tillsammans med Gustav Swahn utgav han Religionskunskap (1949, som utkom i tre upplagor. Dessutom redigerade han tillsammans med Fredrik Ström och Albert Sandklef Halland, kustlandet, landet, framtidslandet (1945) samt matriklarna över folkskolans lärare 1939 och 1947. Han var redaktör för Folkbildningsserien (Ehlins förlag) från 1943, utgav tillsammans med Thord Lindell Svenska språket (3:e upplagan 1953) och tillsammans med Thord Lindell och Folke Wallmark Praktisk svenska (2:a upplagan 1955) samt tillsammans med Benkt-Erik Benktson Teologiens historia (1955). Vidare utgav han Vad är naturalism? (4:e upplagan 1953) och Livsåskådningsfrågor (1952) samt ett tjugotal mindre skrifter.